# Лудзенская государственная белорусская гимназия

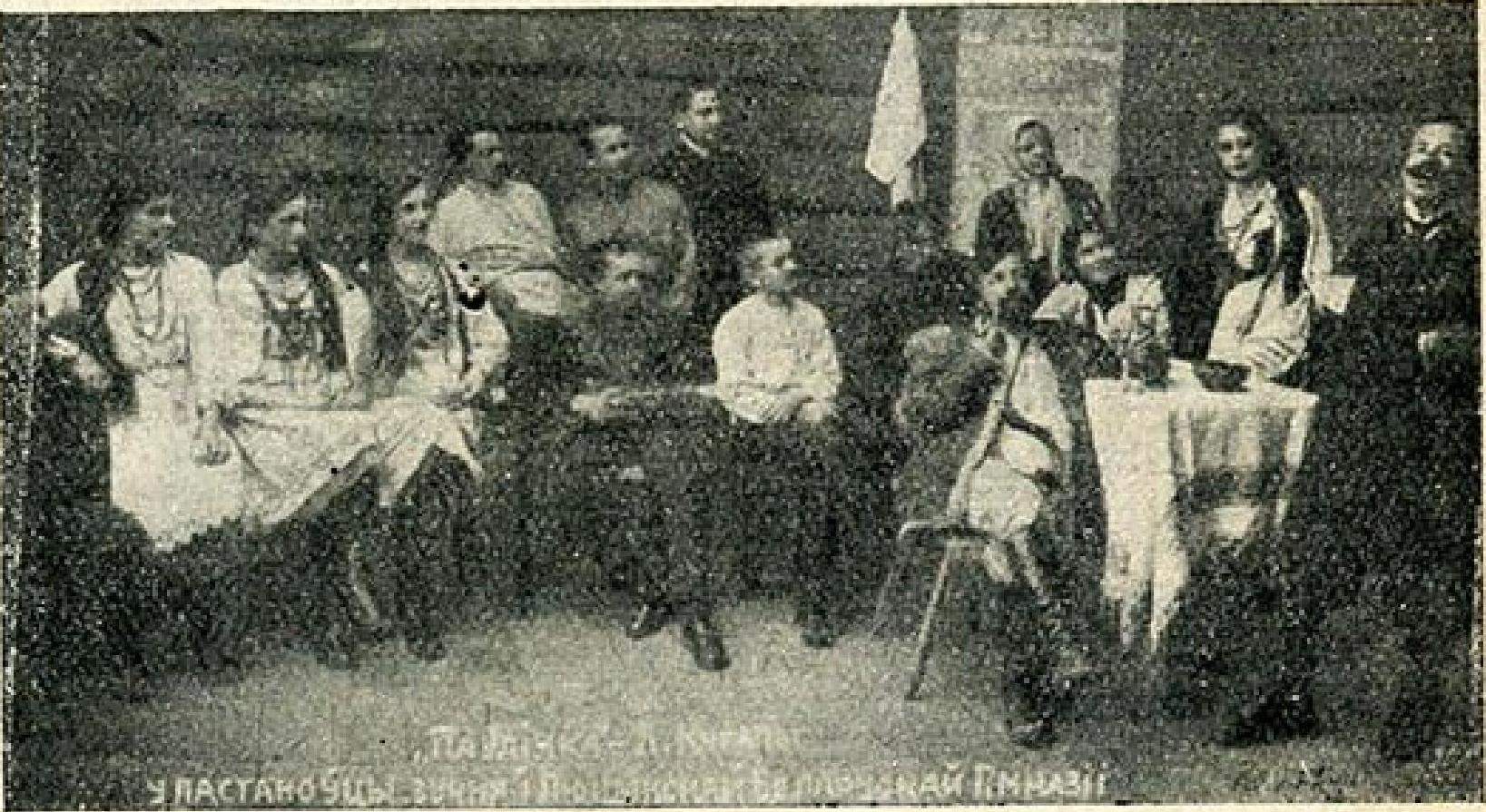
«Павлинка» Янки Купалы в постановке гимназистов

Лудзенская государственная белорусская гимназия (белор. Люцынская дзяржаўная беларуская гімназія) — среднее учебное заведение белорусского национального меньшинства в Латвии, которое существовало в 1922—1925 годах в городе Луцин (ныне Лудза).

## История
Основана 1 сентября 1922 года как частная гимназия Белорусского культурно-просветительского общества «Бацькаўшчына». Всего в школе было 4 класса (80—85 учеников).
С августа 1923 школа находилась в ведении Белорусского отдела при Министерстве просвещения Латвии. Директорами гимназии в разное время были Г. С. Плыгавко, К. Б. Езавитов, В. В. Пигулевский и др. В гимназию были набраны учащиеся 30 окрестных белорусских начальных школ. Ученики издавали литературный журнал «Ластаўка», участвовали в драмкружке, собирали и записывали белорусский фольклор.
Лудзенская правительственная белорусская гимназия была закрыта 12 августа 1925 года. Часть учеников вернулась домой, часть поступила в русские школы, 34 ученика продолжили обучение в Даугавпилсской правительственной белорусской гимназии.